# Territorialarmee
Als Territorialarmee wurde im 18. und 19. Jahrhundert ein Heer bezeichnet, dessen Teile, z. B. Regimenter, ihre Mannschaften aus bestimmten, in nächster Nähe zu den Garnisonen liegenden Landesgebieten ergänzten.
In Deutschland und Österreich, wie auch in Frankreich, war beispielsweise die Landwehr eine Territorialarmee. Andere Beispiele waren die russische Reichswehr, die italienische Mobilmiliz und Territorialmiliz, die Territorialtruppen von Rumänien, Serbien und Bulgarien, die griechische Nationalgarde sowie die britische Yeomanry.
Ein übliches System war das Kantonssystem, bei dem jedes Regiment ein bestimmtes Gebiet („Kanton“) als Aushebungsbezirk zugewiesen bekam. Da die zwangsrekrutierten Soldaten, die „Kantonisten“, ihrer Gestellungspflicht oft nicht nachkamen, entstand die Redewendung, jemand sei ein „unsicherer Kantonist“, d. h. ein unzuverlässiger Mensch.
Im Vereinigten Königreich wurde die Freiwilligenreserve der British Army Territorial Army genannt (TA; Territorialheer). 2014 wurde sie in Army Reserve umbenannt.